# Vlag van Compassie

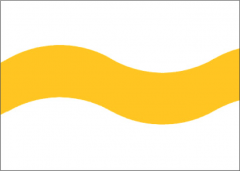
Vlag van Compassie

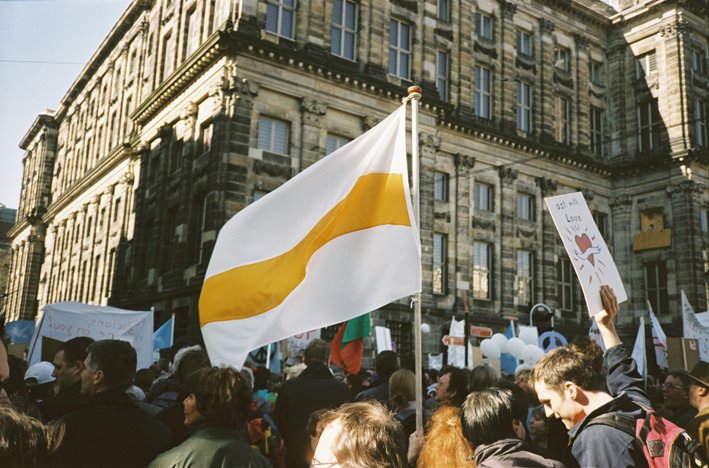
22 maart 2003, de Dam Amsterdam. De Vlag van Compassie wordt ingezet tijdens een demonstratie tegen de oorlog in Irak.

De Vlag van Compassie is een conceptueel kunstwerk dat bestaat uit het woord 'compassie', een instrument 'de Vlag', een manifest, een website en een distributienetwerk. De vlag staat symbool voor het begrip compassie. Het kunstwerk onderzoekt hoe ethische vragen in de samenleving kunnen worden geactiveerd.

## Beschrijving
De Vlag van Compassie is wit met in het midden een goudgele golvende baan. Het wit symboliseert geweldloosheid en vrede. De goudgele baan symboliseert vitaliteit, energie, warmte en compassie als de positieve krachten van de mensheid. De Vlag is een instrument om uiting te geven aan het algemeen menselijke gevoel van compassie, onafhankelijk van politieke, religieuze, sociale of culturele instellingen en van afkomst of geslacht.

## Geschiedenis
Het kunstwerk werd in 2002 geïnitieerd en wordt sinds 2008 beheerd door de stichting Unda Foundation. De vlag werd voor het eerst publiekelijk gedragen tijdens een demonstratie tegen de inval in Irak in 2003. Sindsdien is de vlag door verschillende individuen en organisaties ingezet om zo uitdrukking te geven aan hun gedachten en gevoelens over compassie en dus over ethiek. De vlag is onder andere overhandigd aan de dalai lama, prinses Beatrix en president van het internationaal strafhof Sang-Hyun Song.

## Boek
Het boek Compassion: A Paradox in Art and Society  onderzoekt welke plaats een kunstwerk kan innemen in het publieke domein, hoe het de aandacht kan richten op ethische vraagstukken in de samenleving en hoe het individuen en groepen kan aanzetten tot actie. Het boek combineert filosofische en theoretische inzichten over compassie met een analyse van concrete artistieke interventies. Hierbij staat het conceptuele kunstwerk Vlag van Compassie, geïnitieerd door Rini Hurkmans, centraal. Via een verkenning van dit werk wordt ook de specifieke rol van kunst ter discussie gesteld: haar autonomie, haar plaats in maatschappelijke en filosofische discussies en de rol die zij speelt in het vaststellen van menselijke waarden.